# Donkey Konga 2
Donkey Konga 2 es la segunda entrega de la saga de videojuegos musicales Donkey Konga creada por Namco y Nintendo para Nintendo GameCube.
Al igual que Donkey Konga, Donkey Konga 3 y Donkey Kong: Jungle Beat, este juego ha sido diseñado para utilizar los Bongos DK. A pesar de que se puede jugar sin los bongos utilizando el mando de Game Cube, el juego pierde esencia al no utilizarlos.

## Lanzamiento
- 1 de julio de 2004
- 9 de mayo de 2005
- 3 de junio de 2005

## Personajes
En esta segunda entrega se pueden manejar hasta 3 personajes diferentes:
- Donkey Kong
- Diddy Kong
- Dixie Kong (nuevo)

## Canciones

### Versión Japonesa
1. Yeah! Me-cha Holiday - Aya Matsuura
2. Go Girl ~ Koi no Victory - Morning Musume
3. Zenbu Dakishimete
4. Secret Base ~ Kimi ga Kureta Mono
5. Dynamite
6. Over Drive
7. Wai ni Natte Odorou
8. Monkey Magic
9. Viva Rock (ending de Naruto)
10. Realize (opening de Gundam Seed)
11. Hustle (opening de Kaiketsu Zorori)
12. Danzen! Futari ha Pretty Cure (opening de Pretty Cure|Futari ha Pretty Cure)
13. Odoru Ponpokorin (opening de Chibi Maruko-chan)
14. Oshiete (opening de Alps no Shoujou Heidi)
15. Doraemon no Uta (opening de Doraemon)
16. Mazinger Z (opening de Majinger Z)
17. Sakuranbo - Ai Otsuka
18. Lucky Chachacha - Minimoni
19. Tokusō Sentai Dekaranger (Opening de Tokusō Sentai Dekaranger)
20. Shu no Uta (canción de Pikmin 2)
21. Zelda no Densetsu Theme (canción de The Legend of Zelda)
22. Super Donkey Kong Theme (canción de Super Donkey Kong)
23. Donkey Kong A Go Go!! (canción de Donkey Konga 2)
24. Habanera (de Carmen (opera francesa))
25. Ko-inu no Waltz
26. Yankee Doodle
27. Guantanamera

### Versión Americana
1. All Star
2. Boombastic
3. Born Too Slow
4. Come Clean
5. Contact
6. Donkey Konga 2 Theme
7. Drive
8. Full Moon
9. Habanera
10. Headstrong
11. High Roller
12. Hit 'Em Up Style (Oops!)
13. I Don't Want To Know (If You Don't Want Me)
14. It's Been A While
15. La Bamba
16. Losing My Religion
17. Minute Waltz
18. Na Na Hey Hey Kiss Him Goodbye
19. No More Drama
20. Pieces
21. Predictable
22. Road Trip
23. Rock The Boat
24. Send The Pain Below
25. Shiny Happy People
26. Sidewalks
27. The Anthem
28. Trepak
29. Trouble
30. U Don't Have To Call
31. Unpretty
32. Why Don't We Fall In Love
33. Wish You Were Here
34. Donkey konga (main theme)
35. F-Zero mute city
36. Super Mario Bros. 3

### Versión Europea
1. All Star
2. Are You Ready For Love?
3. Boombastic
4. Breakfast at Tiffany's
5. Contact
6. Donkey Konga 2 Theme
7. Don't Let Me Be Misunderstood
8. Don't Let Me Get Me
9. Drive
10. Eine Kleine Nachtmusik
11. Enjoy the Silence
12. Green Greens
13. Habanera (de Carmen (opera francesa))
14. I'm A Slave 4 U
15. I Don't Want To Know (If You Don't Want Me)
16. I Just Wanna Live
17. Jungle Boogie
18. La Bamba
19. La Cucaracha
20. Losing My Religion
21. Mansize Rooster
22. Mute City Theme
23. Na Na Hey Hey Kiss Him Goodbye
24. Pokémon Main Theme
25. Predictable
26. Pumping on Your Stereo
27. Runaway Train (song)|Runaway Train
28. Shiny Happy People
29. Sidewalks
30. Super Mario Bros. 3 Theme
31. That's the Way (I Like It)
32. Trepak
33. Trouble
34. William Tell Overture

- Datos: Q2879319